# Chapelle-Dieu de Gembloux
 (août 2025).
Si vous disposez d'ouvrages ou d'articles de référence ou si vous connaissez des sites web de qualité traitant du thème abordé ici, merci de compléter l'article en donnant les références utiles à sa vérifiabilité et en les liant à la section « Notes et références ».
La Chapelle-Dieu est un petit édifice religieux catholique se trouvant dans la ville de Gembloux, en Belgique.  Construite à la fin du XVIIIe siècle (pour remplacer une chapelle de la fin du XVIe siècle), elle commémore une victoire militaire de Don Juan d'Autriche deux siècles auparavant. Classée depuis 1945 la chapelle a donné son nom au quartier de ‘Chapelle-Dieu’ à Gembloux. 

## Histoire
Située dans un enclos aménagé sur une butte, la chapelle-Dieu fut érigée au XVIIIe siècle en souvenir de la victoire de Don Juan d’Autriche (gouverneur des Pays-Bas, alors sous domination espagnole) sur les Gueux (le 31 janvier 1578). Elle remplaça (sans doute à l’identique) une première chapelle érigée en 1594.  
Le siège de la ville avait fait déjà de nombreuses victimes. Sommés de se rendre les Gueux refusèrent. Le renfort des troupes de Don Juan et la menace d’un bombardement imminent alertaient d’un désastre imminent. L’intervention du père abbé de l’abbaye permit une reddition négociée de la ville de Gembloux, alors sous le contrôle des Gueux. 
La chapelle, qui se trouvait hors de la ville de Gembloux encore au début du XXe siècle, a donné son nom au quartier lorsque celui-ci s’est développé comme agglomération de Gembloux. Il y a la ‘rue Chapelle-Dieu’ et même la ‘Gare de Chapelle-Dieu’ (immédiatement voisine) sur la ligne de chemin de fer Gembloux-Jemeppe-sur-Sambre. 

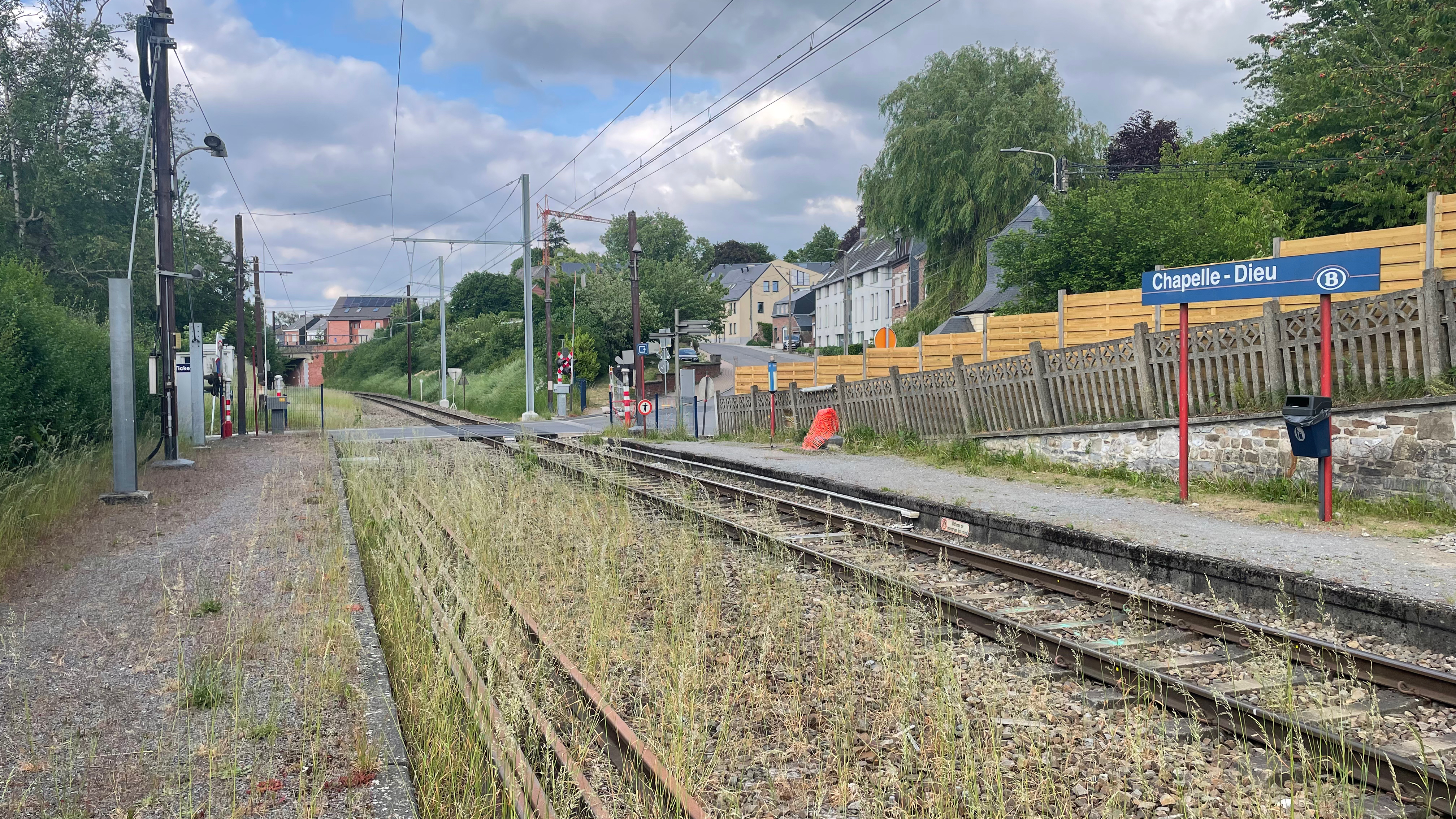
La chapelle a donné son nom à la 'gare de Chapelle-Dieu'

Le 31 décembre 1945 le monument fut classé au patrimoine de Wallonie. Le porche, à l’origine aussi long que la chapelle était profonde, fut raccourci pour permettre des travaux de voirie (élargissement de la rue) en 1957. Une restauration de l’édifice fut faite au début du XXIe siècle.

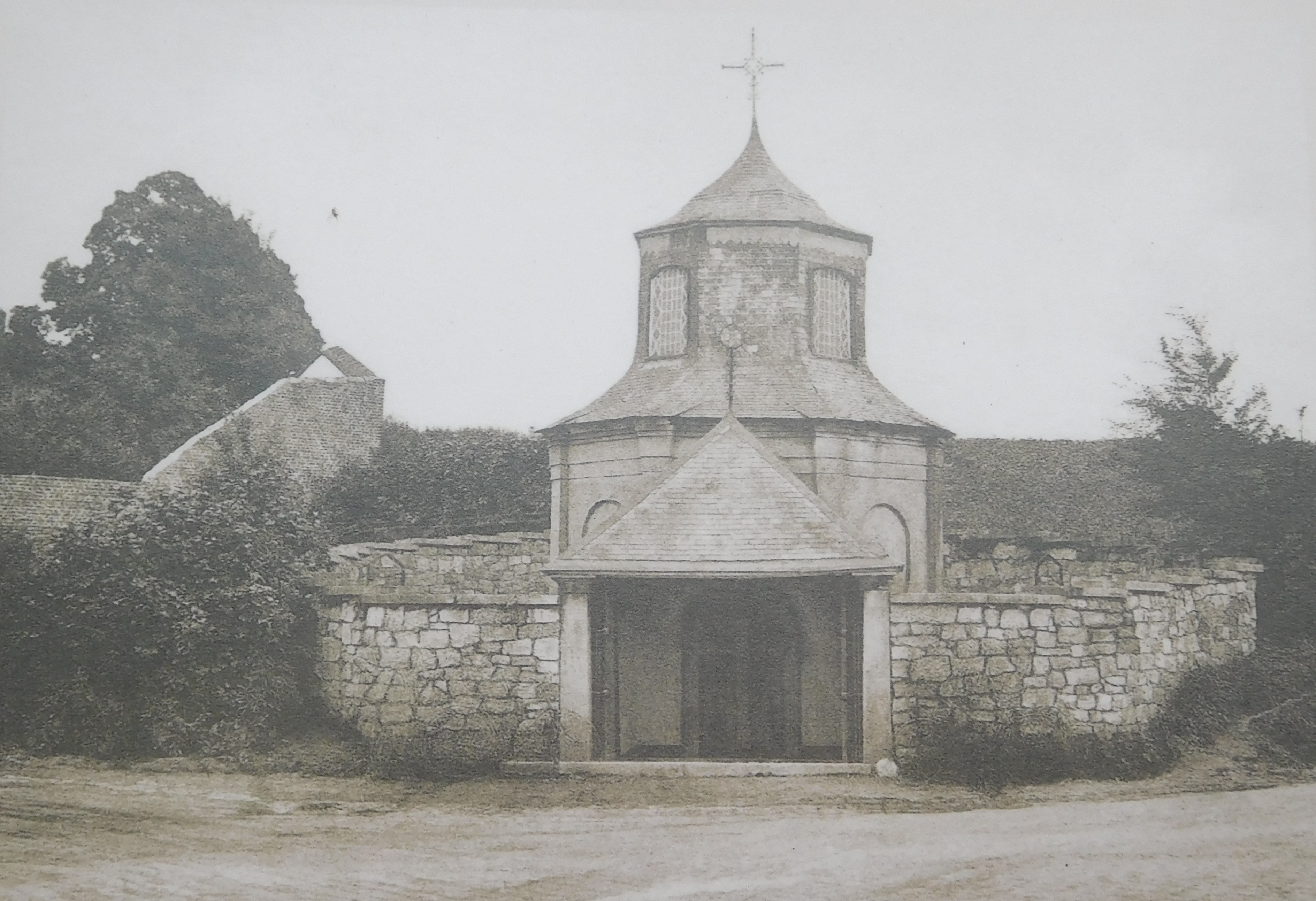
La chapelle-Dieu au début du XXe siècle

## Description
La chapelle-Dieu est un élégant édifice octogonal caractérisé par sa haute toiture. L’entrée se fait par un porche aménagé vers 1820. Elle est entourée d’un enclos circulaire muré.  L’intérieur, paré d’un décor de stucs, abrite un imposant Christ crucifié, en bois de chêne, de la fin du XVIe siècle qui fait toute la hauteur du mur de fond. L’autel en marbre du XVIIIe siècle provient de l’abbaye voisine d’Argenton (Lonzée). Des statues de la Vierge-Marie et de saint Antoine de Padoue occupent les niches murales de gauche et de droite. D’autres statues dévotionnelles furent ajoutées. Les lambris sur les murs intérieurs sont de marbre noir de Golzinne.